# Șarkivșciîna, Horol
Șarkivșciîna (în ucraineană Шарківщина) este un sat în comuna Ștompelivka din raionul Horol, regiunea Poltava, Ucraina.

## Demografie
Componența lingvistică a localității Șarkivșciîna
     Ucraineană (100%)
Conform recensământului din 2001, toată populația localității Șarkivșciîna era vorbitoare de ucraineană (100%).